# Katsuhito Asano

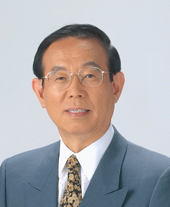
Katsuhito Asano, 2021

Katsuhito Asano (jap. 浅野 勝人, Asano Katsuhito; * 19. April 1938 in Toyohashi, Präfektur Aichi, Japan) ist ein ehemaliger japanischer Politiker der Liberaldemokratischen Partei (LDP) und Abgeordneter des Sangiin, des Oberhauses, für Aichi. In der LDP gehörte er zur Asō-Faktion.

## Leben
Asano, Absolvent der Waseda-Universität, arbeitete ab 1961 als politischer Journalist für den öffentlich-rechtlichen Fernsehsender NHK. Bei der Wahl 1990 zum Shūgiin, dem Unterhaus, wurde er als unabhängiger Kandidat mit LDP-Unterstützung im zweiten Anlauf ins Parlament gewählt. 1996 war er parlamentarischer Staatssekretär (seimujikan) in der Verteidigungsbehörde, 2000 im Außenministerium.
2003 wurde er – zum zweiten Mal nach 1993 – abgewählt und kandidierte bei der Wahl von 2004 in Aichi (3 Mandate) für das Sangiin. Er erhielt über 800.000 Stimmen und damit die höchste Stimmenzahl. Als Gegner des Postprivatisierungsgesetzes von Premierminister Jun’ichirō Koizumi enthielt sich Asano 2005 bei der ersten Abstimmung im Sangiin, stimmte aber für das Gesetz, nachdem Koizumi das Shūgiin auflösen ließ und dort die Postprivatisierungsgegner aus der LDP vertrieb.
2006 wurde er unter Shinzō Abe Staatssekretär (fuku-daijin, „Vizeminister“) im Außenministerium. Im Mai 2009 nominierte ihn Tarō Asō als Nachfolger des zurückgetretenen stellvertretenden Chefkabinettssekretärs Yoshitada Kōnoike. Das Amt behielt er bis zum Rücktritt des Kabinetts Asō im September 2009. 2010 war er Vorsitzender des Disziplinarausschusses des Sangiin.
Bei der Sangiin-Wahl 2010 kandidierte Asano nicht mehr für eine weitere sechsjährige Amtszeit als Abgeordneter.